# Liste der Kulturgüter in Alpthal
Die Liste der Kulturgüter in Alpthal enthält alle Objekte in der Gemeinde Alpthal im Kanton Schwyz, die gemäss der Haager Konvention zum Schutz von Kulturgut bei bewaffneten Konflikten, dem Bundesgesetz vom 20. Juni 2014 über den Schutz der Kulturgüter bei bewaffneten Konflikten sowie der Verordnung vom 29. Oktober 2014 über den Schutz der Kulturgüter bei bewaffneten Konflikten unter Schutz stehen.
Objekte der Kategorie A sind im Gemeindegebiet nicht ausgewiesen, Objekte der Kategorie B sind vollständig in der Liste enthalten, Objekte der Kategorie C fehlen zurzeit (Stand: 1. Januar 2023). Unter übrige Baudenkmäler sind zusätzliche Objekte zu finden, die gemäss Angaben des kantonalen Denkmalschutzes als geschützte Denkmäler eingestuft wurden und nicht bereits in der Liste der Kulturgüter enthalten sind.

## Kulturgüter
| Foto |                                                                     | Objekt                                   | Kat. | Typ | Standort                         | Beschreibung |
| ---- | ------------------------------------------------------------------- | ---------------------------------------- | ---- | --- | -------------------------------- | ------------ |
| ja   | Datei hochladen · Wikidata zu Pfarrkirche St. Apollonia (Q29881407) | Pfarrkirche St. Apollonia KGS-Nr.: 04762 | B    | G   | Dorfstrasse 15.1 697019 / 214093 |              |
| ja   | Datei hochladen · Wikidata zu Schulhaus (Q29881408)                 | Schulhaus KGS-Nr.: 12762                 | B    | G   | Dorfstrasse 17 697000 / 214051   |              |

## Übrige Baudenkmäler
| ID     | Foto |                 | Objekt          | Typ | Standort                           | Beschreibung |
| ------ | ---- | --------------- | --------------- | --- | ---------------------------------- | ------------ |
| 13.002 | BW   | Datei hochladen | Kapelle Brunni  | G   | Brüglenweg 696323 / 211632         |              |
| 13.003 | BW   | Datei hochladen | Kapelle Bruust  | G   | Haggeneggweg 695980 / 213047       |              |
| 13.005 | BW   | Datei hochladen | Kapelle Holzegg | G   | Holzegg 696085 / 209418            |              |
| 13.006 | BW   | Datei hochladen | Haus            | G   | Schnürlismattweg 2 697404 / 214795 |              |
| 13.007 | BW   | Datei hochladen | Haus Eigen      | G   | Alpthalerstrasse 4 697420 / 215889 |              |
| 13.008 | BW   | Datei hochladen | Haus Eigen      | G   | Eigenweg 2 697250 / 215899         |              |

Legende: Siehe Legende der Liste der Kulturgüter von nationaler und regionaler Bedeutung. Anstelle der KGS-Nummer wird als Objekt-Identifikator (ID) die Nummer im Kantonalen Schutzinventar (KSI) verwendet.